# Boicotes antissemitas
Boicotes antissemitas, também conhecidos como boicotes anti judaicos, são boicotes organizados contra o povo judeu para excluí-los da vida econômica, política ou cultural. Os boicotes antissemitas são frequentemente considerados uma manifestação de antissemitismo popular.

## História

### Primórdios
Na Hungria, a agitação pelos boicotes começou em 1875 com um discurso antissemita de  Győző Istóczy na Câmara dos Representantes húngara. A partir da década de 1880, houve apelos em parte da imprensa católica para que os judeus fossem boicotados.
Na Rússia, após uma série de pogroms anti judaicos no Império Russo após o assassinato do czar Alexandre II, nesse sentido, em 1880, foram proibidos de comprar terras ou de contrair hipotecas (ver as Leis de Maio). As cotas limitavam o acesso dos judeus às instituições educacionais e, a partir de 1892, foram proibidos de participar nas eleições locais e não podiam constituir mais do que 10% dos acionistas da empresa. 
Na Áustria do século XIX, Karl Lueger, um prefeito antissemita de Viena que inspirou Hitler, fez campanha por um boicote às empresas judaicas como último recurso para seu partido. Os judeus só foram autorizados a viver em Viena a partir de 1840. Uma organização chamada  Antisemitenbund fez campanha contra os direitos civis dos judeus desde 1919.
Na Ucrânia, houve um boicote aos judeus na Galiza, alegando apoio judaico à Polónia, enquanto os polacos na Galiza boicotaram os judeus por apoiarem a Ucrânia. Em 1921, a união estudantil alemã, a Deutschen Hochschulring, proibiu a adesão de judeus. Como a ordem era racial, incluía judeus que se converteram ao cristianismo. A ordem foi contestada pelo governo levando a um referendo em que 76% dos estudantes votaram pela exclusão.

### Boicotes fascistas
O boicote nazista às empresas judaicas na Alemanha ocorreu em 1º de abril de 1933, como resposta ao boicote judaico aos produtos alemães, que começou logo depois que Adolf Hitler tomou posse como chanceler em 30 de janeiro de 1933.
Foi a primeira de muitas medidas contra os judeus da Alemanha, que culminou na “Solução Final”. Foi uma campanha gerida pelo Estado de assédio cada vez maior, prisões, pilhagens sistemáticas, transferência forçada de propriedade para ativistas do partido nazi (gerida pela Câmara de Comércio) e, em última análise, assassinato de proprietários definidos como "judeus". Só em Berlim, havia 50 mil empresas pertencentes a judeus. Em 1945, todos eles tinham proprietários arianos.
Na Polônia, os Endeks (fundados por Roman Dmowski) organizaram boicotes às empresas judaicas em toda a Polônia. As universidades polacas impuseram limites crescentes ao número de judeus autorizados a frequentar, (ver numerus clausus) e cada vez mais os forçou a sentar-se separados dos estudantes não-judeus, uma prática conhecida como "bancos do gueto" que se tornou lei em 1937.

Nos EUA, apoiantes nazis, como o Padre Charles Coughlin (um imigrante irlandês), agitaram-se a favor de um boicote às empresas judaicas.  O programa de rádio de Coughlin atraiu dezenas de milhões de ouvintes e seus apoiadores organizaram campanhas "Compre Cristãos" e atacaram judeus. As universidades da Ivy League restringiram o número de judeus admitidos. 